# Steve Park (acteur)
Pour les articles homonymes, voir Steve Park et Park.
Steve Park est un acteur américano-coréen né en 1951 à Vestal dans l'État de New York.

## Filmographie

### Cinéma
- 1989 : Do the Right Thing : Sonny
- 1990 : Hold-up à New York : le caissier de l'épicerie
- 1990 : Un flic à la maternelle : l'assistant de Salazar
- 1991 : Dans les griffes du Dragon rouge : le policier asiatique
- 1992 : Kuffs : Officier Favaro
- 1992 : Toys : le chercheur
- 1993 : Chute libre : Détective Brian
- 1996 : Fargo : Mike Yanagita
- 1996 : Sergent Bilko : Capitaine Moon
- 1996 : Red Ribbon Blues : Kris Lee
- 1997 : Yellow : l'oncle d'Alex
- 1997 : Panic : le garde du corps et l'assassin
- 1998 : L'Enjeu : Dr Gosha
- 2007 : Rocket Science : Juge Pete
- 2008 : Top Job! : David Kim
- 2009 : Frank the Rat : Ben
- 2009 : Jeux de pouvoir : Chris Kawai
- 2009 : A Serious Man : le père de Clive
- 2009 : Mon babysitter : John Reynolds
- 2010 : The Best and Brightest : George Tanaka-Blumstein
- 2010 : Morning Glory : Weatherperson de Channel 9
- 2012 : Price Check : le membre du bureau
- 2012 : The Brass Teapot : Dr Ling
- 2012 : Putzel : Song
- 2013 : Couch : Jerry
- 2013 : Snowpiercer, le Transperceneige : Fuyu
- 2013 : Wedding Palace : Kwan
- 2014 : The Gambler : Nombre 2
- 2015 : Don Verdean : Poon-yen
- 2015 : Someone Else : le père de Will
- 2016 : Mr. & Mrs. Kim : M. Kim
- 2020 : Kajillionaire : un autre père
- 2021 : Phobias : Jung-soo
- 2021 : The French Dispatch : Nescaffier
- 2022 : Asteroid City : Roger Cho
- 2025 : Mickey 17 de Bong Joon-ho : agent Zeke
- 2025 : The Phoenician Scheme de Wes Anderson : Pilote d’avion
- 2025 : Death of a Unicorn d'Alex Scharfman

### Télévision
- 1989 : The Days and Nights of Molly Dodd : le livreur (1 épisode)
- 1990 : WIOU : Dr Kajita (1 épisode)
- 1991-1992 : In Living Color : plusieurs rôles (28 épisodes)
- 1992 : MacGyver : Tan Yee (1 épisode)
- 1994 : Arabesque : Joe Yoshanaga (1 épisode)
- 1995 : Martin : M. Jones (1 épisode)
- 1996-1997 : Friends : Phil et Scott Alexander (2 épisodes)
- 1998 : Incorrigible Cory : Jump Master (1 épisode)
- 1998-1999 : Dingue de toi : Dr Lee (2 épisodes)
- 2004 : New York, section criminelle : Dr Shimo (1 épisode)
- 2004 : The Venture Bros. : Mike Sorayama (1 épisode)
- 2005 : La Star de la famille : M. Yamagoto (1 épisode)
- 2005-2008 : New York, police judiciaire : Dr Bruce Chang et Dr Park (2 épisodes)
- 2009 : The Unusuals : le conseiller Tony Harbor (1 épisode)
- 2011 : FBI : Duo très spécial : Paul Sullivan (1 épisode)
- 2012 : Smash : un journaliste (1 épisode)
- 2012-2013 : Elementary : Oren Watson (2 épisodes)
- 2013 : Phil Spector
- 2014 : Believe : Lim (1 épisode)
- 2014-2015 : The Mindy Project : Ray (2 épisodes)
- 2015 : Person of Interest : Mark Lee (1 épisode)
- 2015 : 12 Monkeys : un soldat Yakuza (1 épisode)
- 2017 : New York, unité spéciale : Eugene Lee (1 épisode)
- 2019-2020 : Warrior : Tu (7 épisodes)
- 2021 : Infinity Train : le père de Min-gi (1 épisode)

### Jeu vidéo
- 1995 : Solar Eclipse : Lieutenant Major Gregson
- 1999 : Emergency Room 2